# Maricruz Delgado
Maricruz Delgado es un personaje de ficción de la serie de televisión estadounidense de FOX, Prison Break, interpretado por Camille Guaty.
Maricruz conoció a Fernando Sucre (interpretado por Amaury Nolasco) tres años antes de su condena y empezaron a salir un año antes. Aproximadamente seis meses antes del encarcelamiento de Sucre en la Penitenciaría Estatal Fox River, Maricruz se trasladó a Nueva York aceptando un trabajo de comercial en una oficina de moda de Manhattan. El primo de Sucre, Héctor Ávila (interpretado por Kurt Caceres), también se trasladó a Nueva York apenas un mes después de que lo hiciera Maricruz con la excusa de que su empresa lo trasladó, aunque la realidad es que lo hizo para estar más cerca de ella. Héctor lleva a menudo a Maricruz a prisión para que pueda visitar a Sucre y, aunque pueda parecer inocente, Hector es, de hecho, un rival para Sucre con respecto al amor de Maricruz.

## Apariciones
Maricruz es un personaje recurrente que aparece en la mayoría de las escenas junto a Fernando Sucre y Hector Ávila. Apareció en la serie como la novia de Sucre en el episodio "Pilot" cuando le visita para un encuentro. Después de que Camille Guaty dejara la serie al final de la primera temporada para protagonizar "The Nine", se tomó la decisión de asignar el papel de Maricruz a Melissa Marsala para la segunda temporada pero fue después descartado. Cuando la serie "The Nine" fue paralizada, Camille Guaty regresó a la serie en el decimoséptimo episodio de la segunda temporada.

## Primera temporada
Maricruz es el apoyo de Sucre, a pesar de que es duro para ella esperarlo hasta su puesta en libertad preocupada por si algo fuera mal y él se viera forzado a cumplir íntegra su sentencia de cinco años. Ella lo visita regularmente y ambos tienen permiso para visitas conyugales mensuales. Sucre, a través de una carta que Michael Scofield le ayuda a redactar, le pide matrimonio y ella en su siguiente visita, acepta.
Más adelante, Maricruz le dice a Sucre que está embarazada, lo que motiva más a éste para unirse al grupo de fuga. Su felicidad por su próxima paternidad y matrimonio dura poco al ser visitado por Héctor y contarle que Maricruz ya no le va a visitar más a la prisión ya que ha iniciado una relación con él. Cuando finalmente consigue establecer contacto con Maricruz, ella le cuenta que Héctor le propuso matrimonio tras contarle (falsamente) que Sucre había estado recibiendo visitas en la cárcel por parte de una antigua novia. Esto conduce a Sucre a desear aún más el salir de la cárcel ayudando a Michael con el plan de fuga.
Sucre planea encontrarse con Maricruz después de escapar. Mientras van en la furgoneta huyendo de Fox River, Sucre revela sus deseos diciendo que "sólo quiero tocarle su tripa".

## Segunda temporada
Maricruz se ha prometido con Héctor y han viajado a Las Vegas para casarse. Al descubrirlo, Sucre viaja a Las Vegas para impedirlo. Posteriormente, se desvela que Maricruz dejó a Héctor en el altar lo cual impulsó a Sucre a buscarla.
En el episodio "Bad Blood", Maricruz y su hermana Theresa se encuentran en el aeropuerto de Ixtapa, México, esperando a Sucre. Se reúnen pero tienen que huir rápidamente en un taxi para evadir a las autoridades. Maricruz y Sucre llegan finalmente a salvo a casa de una tía de éste. Sucre es pronto capturado por Brad Bellick. Presionado para ayudarle a recuperar el dinero de T-Bag, Bellick le indica que tiene retenida a Maricruz en un lugar seguro pero con alimentos para sólo tres semanas y como prueba le enseña el rosario de Maricruz. El destino de Maricruz depende de si finalmente Sucre consigue encontrar a Bellick en Sona.